# SILKSCREEN
『SILKSCREEN』（シルクスクリーン）は、南佳孝の6作目のオリジナル・アルバム。1981年2月25日にCBS・ソニーから発売された。規格品番は、LP：27AH 1181、CT：27KH 951。1986年7月21日に初めてCD化された（32DH 480）。

## 概要
映画『スローなブギにしてくれ』のサウンドトラックであり、同映画の主題歌となった先行シングル「スローなブギにしてくれ (I want you)」、「涙のステラ」を収録している。作詞にはデビュー以来から親交のある松本隆と、前作から引き続き来生えつこを迎えている。
1990年9月15日にCD選書にて再発売され（CSCL 1227）、2013年4月10日にGT MusicよりBlu-spec CD仕様で再発売された（MHCL-30063）。

## 収録曲

### LP / CT
| 全作曲: 南佳孝。 |                                         |            |            |          |      |
| #                | タイトル                                | 作詞       | 作曲・編曲 | 編曲     | 時間 |
| 1.               | 「OVERTURE」                            |            | 南佳孝     | 豊田貴志 | 1:37 |
| 2.               | 「スローなブギにしてくれ (I want you)」 | 松本隆     | 南佳孝     | 後藤次利 | 3:11 |
| 3.               | 「醒めた部屋」                          | 来生えつこ | 南佳孝     | 清水信之 | 3:17 |
| 4.               | 「ホリゾント」                          | 来生えつこ | 南佳孝     | 清水信之 | 4:43 |
| 5.               | 「Groovy Night」                        | 松本隆     | 南佳孝     | 清水信之 | 3:41 |
| 6.               | 「Hotel」                               | 南佳孝     | 南佳孝     | 後藤次利 | 4:28 |

| 全作曲: 南佳孝。 |                            |            |            |                  |      |
| #                | タイトル                   | 作詞       | 作曲・編曲 | 編曲             | 時間 |
| 1.               | 「デ･ジャ･ヴー」           | 松本隆     | 南佳孝     | 清水信之         | 4:42 |
| 2.               | 「空中庭園」               | 松本隆     | 南佳孝     | 後藤次利         | 3:48 |
| 3.               | 「オンリー･ユー」          | 来生えつこ | 南佳孝     | 南佳孝・清水信之 | 3:45 |
| 4.               | 「涙のステラ」             | 松本隆     | 南佳孝     | 清水信之・南佳孝 | 2:40 |
| 5.               | 「そして… (one for John)」 | 南佳孝     | 南佳孝     | 岡田徹・南佳孝   | 3:34 |
| 6.               | 「ラプソディ」             | 来生えつこ | 南佳孝     | 後藤次利         | 4:01 |

### CD
| 全作曲: 南佳孝。 |                                         |            |            |                  |      |
| #                | タイトル                                | 作詞       | 作曲・編曲 | 編曲             | 時間 |
| 1.               | 「OVERTURE」                            |            | 南佳孝     | 豊田貴志         | 1:37 |
| 2.               | 「スローなブギにしてくれ (I want you)」 | 松本隆     | 南佳孝     | 後藤次利         | 3:11 |
| 3.               | 「醒めた部屋」                          | 来生えつこ | 南佳孝     | 清水信之         | 3:17 |
| 4.               | 「ホリゾント」                          | 来生えつこ | 南佳孝     | 清水信之         | 4:43 |
| 5.               | 「Groovy Night」                        | 松本隆     | 南佳孝     | 清水信之         | 3:41 |
| 6.               | 「Hotel」                               | 南佳孝     | 南佳孝     | 後藤次利         | 4:28 |
| 7.               | 「デ･ジャ･ヴー」                        | 松本隆     | 南佳孝     | 清水信之         | 4:42 |
| 8.               | 「空中庭園」                            | 松本隆     | 南佳孝     | 後藤次利         | 3:48 |
| 9.               | 「オンリー･ユー」                       | 来生えつこ | 南佳孝     | 南佳孝・清水信之 | 3:45 |
| 10.              | 「涙のステラ」                          | 松本隆     | 南佳孝     | 清水信之・南佳孝 | 2:40 |
| 11.              | 「そして… (one for John)」              | 南佳孝     | 南佳孝     | 岡田徹・南佳孝   | 3:34 |
| 12.              | 「ラプソディ」                          | 来生えつこ | 南佳孝     | 後藤次利         | 4:01 |
| 合計時間:        | 合計時間:                               | 合計時間:  | 合計時間:  | 43:32            |      |

## シングル

### 概要
アルバム『SILKSCREEN』からの先行シングル。ジャケットはアルバムと同じデザインを施したものになっている。

### 収録曲
| 全作曲: 南佳孝。 |                               |            |            |                  |      |
| #                | タイトル                      | 作詞       | 作曲・編曲 | 編曲             | 時間 |
| A.               | 「涙のステラ (Stella)」       | 松本隆     | 南佳孝     | 清水信之・南佳孝 | 2:44 |
| B.               | 「オンリー・ユー (Only You)」 | 来生えつこ | 南佳孝     | 南佳孝・清水信之 | 3:45 |
| 合計時間:        | 合計時間:                     | 合計時間:  | 合計時間:  | 6:29             |      |

## 参加ミュージシャン
- Drums - 林立夫（A-2, 3, 4, 5, 6, B-6）、渡嘉敷祐一（A-4, B-1, 3, 4）、見砂和照（B-2）
- Bass - 後藤次利（All tunes expect A-1, B-5）
- Guitar - 大村憲司（A-4, B-1, 3, 4）、林仁（A-2, B-2, 6）、鈴木茂（A-3, 5）、南佳孝（A-2, B-3, 6）、今剛（A-6）
- 12 Strings Acoustic Guitar - 笛吹利明（B-4）
- Keyboards (Acoustic & Electric Piano & CP-70, Synthesizer, Hammond Organ) - 清水信之（A-2, 3, 4, 5, B-1, 2, 3, 4, 6）、岡田徹（A-2, 6, B-5, 6）、豊田貴志（A-1, B-6）、南佳孝（A-2, B-3, 6）、今剛（A-6）
- Percussion - ペッカー（A-3）
- Classic Percussion - 渋井博（A-4）
- Synthesizer Manipulator (MC-8, Eμ) - 松武秀樹（A-2, B-3, 6）
- Violin Solo - 豊田貴志（B-2）
- French Horn - 長岡慎、沖田晏宏（A-4）
- Strings Section - 多忠昭アンサンブル（A-4, 6, B-1, 3）